# Leptogaster rufithorax
Leptogaster rufithorax är en tvåvingeart som beskrevs av Meijere 1913. Leptogaster rufithorax ingår i släktet Leptogaster och familjen rovflugor. Inga underarter finns listade i Catalogue of Life.